# Trinia multicaulis
Trinia multicaulis är en växtart i släktet Trinia och familjen flockblommiga växter. Den beskrevs av Jean Louis Marie Poiret som Pimpinella multicaulis, och fick sitt nu gällande namn av Boris Sjisjkin 1945.
Arten är en perenn ört som förekommer i östra Europa, från östra Rumänien till europeiska Ryssland och norra Kaukasus.